# Nekrolog Oktober 2004
Nekrolog
◄◄
| ◄
| 2000
| 2001
| 2002
| 2003
| 2004 | 2005 | 2006 | 2007 | 2008 | ► | ►►
Januar |
Februar |
März |
April |
Mai |
Juni |
Juli |
August |
September |
Oktober |
November |
Dezember 2004
Weitere Ereignisse | Allgemeiner Nekrolog 2004
Die Beschreibung der verstorbenen Person sollte so kurz wie möglich gehalten sein und nur deren signifikante Tätigkeit(en) enthalten.
Neue Namen ggf. auch unter dem Geburts- und Sterbedatum, also etwa unter 1. Januar und im Geburts- und Sterbejahr (2024) eintragen (nur bei entsprechender großer Wichtigkeit). Für Beispiele siehe die schon vorhandenen Artikel.
Außerdem über die fünf zuletzt Verstorbenen, zu denen es einen ausreichend guten Artikel für eine Präsentation auf der Hauptseite gibt, nach der todesbedingten Überarbeitung der Artikel ggf. auch unter Wikipedia Diskussion:Hauptseite informieren und sie am besten auch in den anderen Wikipedia-Sprachversionen eintragen. Tipp: Regelmäßig bei news.google.de nach „ist tot“, „gestorben“ oder „verstorben“ suchen.
Wenn eine Person gestorben ist, gibt es viele Seiten zu dieser Person in der Wikipedia, die davon auch betroffen sind und entsprechend aktualisiert werden müssen. Beispiele: Namenübersichtsseite, Geburtsjahr, Geburtsort-Seiten und viele mehr.
Wie finde ich die betroffenen Seiten?
Im Suchfeld auf der linken Seite gibt man den Suchbegriff so ein: „Vorname Nachname“. Dann klickt man auf Volltext und alle Seiten mit entsprechendem Suchtext werden aufgerufen. Hier sieht man dann schnell, wo auch das Todesjahr Sinn macht oder sogar ein Teil des Artikels angepasst werden muss. Auch hilft das „Werkzeug“ auf der linken Seite sehr gut, um solche Seiten aufzufinden: „Links auf diese Seite“. Somit ist die Wikipedia wieder aktuell in allen Bereichen! Hinweis: bei Eintragung der Kategorie „Gestorben JAHR“ wird der Missbrauchsfilter 49 ausgelöst, was jedoch nicht schlimm ist. Siehe: Spezial:Missbrauchsfilter/49
Dies ist eine Liste von im Oktober 2004 verstorbenen bekannten Persönlichkeiten. Die Einträge erfolgen innerhalb der einzelnen Daten alphabetisch sortiert. Tiere sind im Nekrolog für Tiere zu finden.

## Oktober
| Tag         | Name                                   | Beruf, bekannt als                                                                                              | Alter | Beleg |
| ----------- | -------------------------------------- | --- | ----- | ----- |
| 1. Oktober  | Richard Avedon                         | US-amerikanischer Fotograf                                                                                      | 81    |       |
| 1. Oktober  | Frank Kendall Everest, Jr.             | US-amerikanischer Offizier, Luftfahrtingenieur und Testpilot                                                    | 84    |       |
| 1. Oktober  | Ulrich Fahl                            | deutscher Politiker (CDU)                                                                                       | 71    |       |
| 1. Oktober  | Robert Leuenberger                     | Schweizer evangelisch-reformierter Theologe                                                                     | 88    |       |
| 1. Oktober  | Vic Niblett                            | englischer Fußballspieler                                                                                       | 79    |       |
| 1. Oktober  | Alexander Nikolajewitsch Rogow         | sowjetischer Kanute                                                                                             | 48    |       |
| 1. Oktober  | Rolf Steinhaus                         | deutscher Vizeadmiral der Bundesmarine und Präsident des Deutschen Marine Instituts                             | 88    |       |
| 2. Oktober  | Bjørnar Andresen                       | norwegischer Jazz-Musiker                                                                                       | 59    |       |
| 2. Oktober  | Roland Faulkner                        | US-amerikanischer Jazzgitarrist                                                                                 | 72    |       |
| 2. Oktober  | Max Geldray                            | niederländisch-US-amerikanischer Mundharmonikaspieler                                                           | 88    |       |
| 2. Oktober  | Roger-Edgar Gillet                     | französischer Maler, Theaterdekorateur und Architekt                                                            | 80    |       |
| 2. Oktober  | Robert Gührer                          | deutscher Motorrad-Bahnrennfahrer                                                                               | 41    |       |
| 2. Oktober  | Hans Gerhard Kindermann                | deutscher Fabrikant                                                                                             | 88    |       |
| 2. Oktober  | Luděk Kopřiva                          | tschechischer Schauspieler                                                                                      | 80    |       |
| 2. Oktober  | Alois Pisnik                           | deutscher Politiker (SED), MdV                                                                                  | 93    |       |
| 2. Oktober  | Horst Seifart                          | deutscher Journalist, Fernsehregisseur und Sportwissenschaftler                                                 | 88    |       |
| 3. Oktober  | Vernon Alley                           | US-amerikanischer Jazz-Bassist                                                                                  | 89    |       |
| 3. Oktober  | Hans-Joachim Arndt                     | deutscher Politikwissenschaftler                                                                                | 81    |       |
| 3. Oktober  | Jacques Benveniste                     | französischer Mediziner                                                                                         | 69    |       |
| 03. Oktober | Donald Douglas                         | US-amerikanischer Segler                                                                                        | 87    |       |
| 3. Oktober  | Helga Gripp-Hagelstange                | deutsche Soziologin                                                                                             | 68    |       |
| 3. Oktober  | Matthäus Hetzenauer                    | österreichischer Scharfschütze                                                                                  | 79    |       |
| 3. Oktober  | Jan Jelínek                            | tschechischer Prähistoriker und Anthropologe                                                                    | 78    |       |
| 3. Oktober  | Janet Leigh                            | US-amerikanische Filmschauspielerin                                                                             | 77    |       |
| 3. Oktober  | Miriam Solovieff                       | US-amerikanische Geigerin und Musikpädagogin                                                                    | 82    |       |
| 4. Oktober  | Helmut Bantz                           | deutscher Turner                                                                                                | 83    |       |
| 4. Oktober  | William Clark, Baron Clark of Kempston | britischer Politiker, Mitglied des House of Commons, Life Peer                                                  | 86    |       |
| 4. Oktober  | Gordon Cooper                          | US-amerikanischer Astronaut                                                                                     | 77    |       |
| 4. Oktober  | Lawrence J. Giacoletto                 | US-amerikanischer Ingenieur und Erfinder                                                                        | 87    |       |
| 4. Oktober  | Michael Grant                          | englischer Altphilologe und Althistoriker                                                                       | 89    |       |
| 4. Oktober  | Willy Guhl                             | Schweizer Möbeldesigner                                                                                         | 89    |       |
| 5. Oktober  | Rodney Dangerfield                     | US-amerikanischer Komiker, Schauspieler                                                                         | 82    |       |
| 5. Oktober  | William H. Dobelle                     | US-amerikanischer Mediziner                                                                                     | 62    |       |
| 5. Oktober  | Karl-Ulrich Hagelberg                  | deutscher Politiker (CDU), MdL                                                                                  | 95    |       |
| 5. Oktober  | Iman Darweesh Al Hams                  | Palästinenserin, die durch Soldaten der Israel Defense Forces (IDF) in der Nähe eines militärischen Beobacht... | 13    |       |
| 5. Oktober  | Mildred McDaniel                       | US-amerikanische Hochspringerin                                                                                 | 70    |       |
| 5. Oktober  | Alex Rollo                             | schottischer Fußballspieler und -trainer                                                                        | 78    |       |
| 5. Oktober  | Nancy Roper                            | englische Pflegewissenschaftlerin                                                                               | 86    |       |
| 5. Oktober  | Maurice Wilkins                        | neuseeländischer Physiker und Mitentdecker der Molekularstruktur der DNA, Nobelpreis für Medizin                | 87    |       |
| 6. Oktober  | Brunhilde Baur                         | deutsche Verlegerin                                                                                             | 69    |       |
| 6. Oktober  | Mario Ramón Beteta                     | mexikanischer Politiker                                                                                         | 77    |       |
| 6. Oktober  | Yogi Bhajan                            | pakistanischer Kundalini-Yoga-Lehrer                                                                            | 75    |       |
| 6. Oktober  | Johnny Kelley                          | US-amerikanischer Marathonläufer                                                                                | 97    |       |
| 6. Oktober  | Marvin Santiago                        | puerto-ricanischer Musiker                                                                                      | 56    |       |
| 6. Oktober  | Veríssimo Correia Seabra               | guinea-bissauischer Politiker, Staatschef von Guinea-Bissau                                                     | 57    |       |
| 6. Oktober  | Günter Sosna                           | deutscher Fußballspieler und -trainer                                                                           | 78    |       |
| 6. Oktober  | Clem Tholet                            | rhodesischer Sänger                                                                                             |       |       |
| 7. Oktober  | William Edward Norman Bennett          | australischer Luftfahrtpionier                                                                                  | 73    |       |
| 7. Oktober  | Charles Crookham                       | US-amerikanischer Offizier, Jurist, Politiker und Militärhistoriker                                             | 81    |       |
| 7. Oktober  | Wolfgang Grzyb                         | deutscher Fußballspieler                                                                                        | 64    |       |
| 7. Oktober  | Oscar Heisserer                        | französischer Fußballspieler und -trainer                                                                       | 90    |       |
| 7. Oktober  | Miki Matsubara                         | japanische Sängerin, Liedtexterinund Komponistin                                                                | 44    |       |
| 7. Oktober  | Bernhard Mende                         | deutscher General und Inspekteur der Luftwaffe                                                                  | 67    |       |
| 7. Oktober  | Jacques Noël                           | französischer Florettfechter                                                                                    | 84    |       |
| 7. Oktober  | Takahiro Sonoda                        | japanischer Pianist                                                                                             | 76    |       |
| 7. Oktober  | Friedrich Steinseifer                  | deutscher General der Bundeswehr                                                                                | 69    |       |
| 7. Oktober  | Consuelo Vidal                         | kubanische Schauspielerin und Fernsehmoderatorin                                                                | 74    |       |
| 7. Oktober  | Rudolf Weinmann                        | deutscher und Widerstandskämpfer                                                                                | 89    |       |
| 8. Oktober  | Irina Demick                           | französische Schauspielerin                                                                                     | 67    |       |
| 8. Oktober  | Jacques Derrida                        | französischer Philosoph, Begründer der Dekonstruktion                                                           | 74    |       |
| 8. Oktober  | Oscar Félix Villena                    | argentinischer Geistlicher, Weihbischof in Rosario                                                              | 87    |       |
| 8. Oktober  | Daniel Maggiolo                        | uruguayischer Komponist und Musikpädagoge                                                                       | ≈48   |       |
| 8. Oktober  | Manfred Marschall                      | deutscher Politiker (SPD), MdB                                                                                  | 66    |       |
| 8. Oktober  | Jean Robin                             | französischer Fußballspieler und -trainer                                                                       | 83    |       |
| 8. Oktober  | Reiner Schreiber                       | deutscher Kommunalpolitiker (CDU)                                                                               | 63    |       |
| 8. Oktober  | Konstantin Konstantinowitsch Sucharew  | russischer Autor von Schachkompositionen und Dichter                                                            | 92    |       |
| 8. Oktober  | Rico Weber                             | Schweizer Künstler                                                                                              | 62    |       |
| 9. Oktober  | Lorenz Balmer                          | Schweizer Bildhauer und Zeichner                                                                                | 88    |       |
| 9. Oktober  | Werner Dromowicz                       | deutscher Politiker                                                                                             | 91    |       |
| 9. Oktober  | Maxime A. Faget                        | US-amerikanischer NASA-Raumfahrttechniker                                                                       | 83    |       |
| 9. Oktober  | Tönnies Hellmann                       | deutscher Schiffszimmerer und Widerstandskämpfer                                                                | 92    |       |
| 9. Oktober  | Wjatscheslaw Scharikow                 | sowjetischer bzw. russischer Filmschauspieler                                                                   | 67    |       |
| 9. Oktober  | Josef Schrudde                         | deutscher Kiefer- und plastischer Chirurg                                                                       | 84    |       |
| 9. Oktober  | Bryan R. Wilson                        | britischer Religionssoziologe                                                                                   | 78    |       |
| 10. Oktober | Josef Argauer                          | österreichischer Fußballspieler und -trainer                                                                    | 93    |       |
| 10. Oktober | David G. Chandler                      | britischer Militärhistoriker                                                                                    | 70    |       |
| 10. Oktober | Gottfried Glechner                     | österreichischer Schriftsteller                                                                                 | 88    |       |
| 10. Oktober | Kelsey Jones                           | kanadischer Komponist, Cembalist, Pianist, Organist, Dirigent und Musikpädagoge                                 | 82    |       |
| 10. Oktober | Ken Jowett                             | britischer Radrennfahrer                                                                                        | 74    |       |
| 10. Oktober | Christopher Reeve                      | US-amerikanischer Schauspieler, Regisseur und Autor                                                             | 52    |       |
| 10. Oktober | Arthur H. Robinson                     | US-amerikanischer Kartograf                                                                                     | 89    |       |
| 10. Oktober | John Tebbel                            | US-amerikanischer Journalist und Medienhistoriker                                                               | 91    |       |
| 10. Oktober | Ben ter Veer                           | niederländischer Psychologe und Friedensforscher                                                                | 68    |       |
| 10. Oktober | Denis Wakeling                         | englischer anglikanischer Bischof                                                                               | 85    |       |
| 10. Oktober | Walter Weiss                           | österreichischer Germanist und Literaturwissenschaftler                                                         | 77    |       |
| 11. Oktober | Reinhard Hesse                         | deutscher Journalist und Redenschreiber                                                                         | 48    |       |
| 11. Oktober | Peter Kerr, 12. Marquess of Lothian    | britischer Peer und Politiker                                                                                   | 82    |       |
| 11. Oktober | Ben Komproe                            | niederländischer Politiker der Niederländischen Antillen                                                        | 61    |       |
| 11. Oktober | Csaba Pálinkás                         | ungarischer Radrennfahrer                                                                                       | 45    |       |
| 11. Oktober | Julio César Rapela                     | uruguayischer Politiker                                                                                         |       |       |
| 11. Oktober | Fernando Sabino                        | brasilianischer Schriftsteller und Journalist                                                                   | 80    |       |
| 12. Oktober | Hans Georg Brunner-Schwer              | deutscher Jazzproduzent und Labelbetreiber                                                                      | 77    |       |
| 12. Oktober | Claude Pichois                         | französischer Romanist und Literaturwissenschaftler                                                             | 79    |       |
| 12. Oktober | Phyllis Joyce McClean Punnett          | vincentische Lehrerin und Musikerin                                                                             | 87    |       |
| 13. Oktober | Dmytro Bilous                          | ukrainischer Schriftsteller, Dichter, Literaturkritiker und Übersetzer                                          | 84    |       |
| 13. Oktober | Wolfgang Burnhauser                    | deutscher Anwalt und Senator (Bayern)                                                                           | 73    |       |
| 13. Oktober | David Grose                            | US-amerikanischer klassischer Archäologe                                                                        | 59    |       |
| 13. Oktober | Heinz Lyschik                          | deutscher Schauspieler, Synchronsprecher, Kabarett- und Hörspiel-Autor                                          | 66    |       |
| 13. Oktober | Bernice Rubens                         | britische Romanautorin                                                                                          | 76    |       |
| 13. Oktober | Walther Schaumann                      | österreichischer Autor, Bergsteiger, Historiker und Offizier                                                    | 81    |       |
| 14. Oktober | Alberto Alén Pérez                     | kubanischer Cellist und Musikpädagoge                                                                           | 55    |       |
| 14. Oktober | Walter Deeters                         | deutscher Historiker und Archivar                                                                               | 74    |       |
| 14. Oktober | Juan Francisco Fresno Larraín          | chilenischer katholischer Kardinal und Erzbischof                                                               | 90    |       |
| 14. Oktober | Cordell Jackson                        | US-amerikanische Sängerin und Schauspielerin                                                                    | 81    |       |
| 14. Oktober | Stuart Munro-Hay                       | britischer Archäologe, Numismatiker und Äthiopist                                                               | 57    |       |
| 14. Oktober | Georg Pauly                            | deutscher Politiker (SPD), MdL                                                                                  | 76    |       |
| 14. Oktober | Conrad Russell, 5. Earl Russell        | britischer Politiker und Historiker                                                                             | 67    |       |
| 14. Oktober | Peter Schnatz                          | deutscher Maler                                                                                                 | 64    |       |
| 14. Oktober | Harald Sioli                           | deutscher Biologe und Limnologe                                                                                 | 94    |       |
| 14. Oktober | Horst Tilch                            | deutscher Richter                                                                                               | 69    |       |
| 15. Oktober | David Godin                            | britischer Soulmusiker und Musikjournalist                                                                      | 68    |       |
| 15. Oktober | Adolfo Hernández Hurtado               | mexikanischer Geistlicher, Weihbischof in Guadalajara                                                           | 83    |       |
| 15. Oktober | Per Højholt                            | dänischer Schriftsteller                                                                                        | 76    |       |
| 15. Oktober | C. S. Mahrendorff                      | deutscher Schriftsteller                                                                                        |       |       |
| 15. Oktober | Willy Nolte                            | deutscher Biologe und Fischereirat                                                                              | 97    |       |
| 15. Oktober | Irv Novick                             | US-amerikanischer Comiczeichner                                                                                 | 88    |       |
| 15. Oktober | Heribert Purreiter                     | deutscher Politiker (Bündnis 90/Die Grünen)                                                                     | 49    |       |
| 15. Oktober | Erich Šefčík                           | tschechischer Archivar, Historiker und Numismatiker                                                             | 59    |       |
| 15. Oktober | Helmut Simon                           | deutscher Hobbyalpinist, Entdecker des Ötzi                                                                     | 66    |       |
| 16. Oktober | Jean Laffitte                          | französischer Kommunist, Résistance-Kämpfer und Schriftsteller                                                  | 94    |       |
| 16. Oktober | Burk Mertens                           | deutscher Radiomoderator und Karnevalist                                                                        | 54    |       |
| 16. Oktober | Pierre Salinger                        | US-amerikanischer Journalist, Pressesprecher des Weißen Hauses                                                  | 79    |       |
| 16. Oktober | Mario Santi                            | Schweizer Sportmoderator                                                                                        |       |       |
| 16. Oktober | Tomasz Strzembosz                      | polnischer Historiker                                                                                           | 74    |       |
| 16. Oktober | Blanca Wiethüchter López               | bolivianische Dichterin, Essayistin, Dozentin und Literaturkritikerin                                           | 57    |       |
| 17. Oktober | Otmar Bauer                            | österreichischer Aktionskünstler                                                                                | 59    |       |
| 17. Oktober | Robert-Alexander Bohnke                | deutscher Pianist und Hochschullehrer                                                                           | 77    |       |
| 17. Oktober | Jean Bonal                             | französischer Jazzgitarrist                                                                                     | 79    |       |
| 17. Oktober | Ernst-Joachim Gießmann                 | deutscher Politiker (SED), MdV, Minister für Hoch- und Fachschulwesen der DDR                                   | 85    |       |
| 17. Oktober | Celio González                         | kubanischer Sänger                                                                                              | 80    |       |
| 17. Oktober | Ghofrane Haddaoui                      | französische Frau, Opfer einer Steinigung                                                                       |       |       |
| 17. Oktober | Julius Harris                          | US-amerikanischer Schauspieler                                                                                  | 81    |       |
| 17. Oktober | Betty Hill                             | US-amerikanische Frau, die behauptete, von einem UFO entführt worden zu sein                                    | 85    |       |
| 17. Oktober | Georg Kossack                          | deutscher Vorgeschichtsforscher                                                                                 | 81    |       |
| 17. Oktober | Francesco Prosperi                     | italienischer Filmregisseur und Drehbuchautor                                                                   | 78    |       |
| 17. Oktober | Andreas Sassen                         | deutscher Fußballspieler                                                                                        | 36    |       |
| 18. Oktober | Dagmar Albrecht                        | deutsche Dolmetscherin und Journalistin                                                                         | 71    |       |
| 18. Oktober | David Bakan                            | US-amerikanischer Psychologe                                                                                    | 83    |       |
| 18. Oktober | Ilija Džuvalekovski                    | jugoslawischer Film- und Fernsehschauspieler                                                                    | 88    |       |
| 18. Oktober | Edwin Arthur Hall                      | US-amerikanischer Politiker                                                                                     | 95    |       |
| 18. Oktober | Paolo Enrico Massimo Lancellotti       | italienischer Diplomat und Botschafter                                                                          | 93    |       |
| 18. Oktober | Stefan Moskwa                          | polnischer katholischer Bischof                                                                                 | 69    |       |
| 18. Oktober | Hans-Peter Müller                      | deutscher protestantischer Theologe                                                                             | 70    |       |
| 18. Oktober | Elizabeth Nicholls                     | US-amerikanisch-kanadische Paläontologin                                                                        | 58    |       |
| 18. Oktober | Fermin Rocker                          | englischer Maler                                                                                                | 96    |       |
| 18. Oktober | Hans-Werner Staratzke                  | deutscher Wirtschaftswissenschaftler, Manager und Politiker (FDP), MdB                                          | 92    |       |
| 18. Oktober | Wiktor Subarew                         | kasachischer Fußballspieler                                                                                     | 31    |       |
| 18. Oktober | K. M. Veerappan                        | indischer Verbrecher                                                                                            | 52    |       |
| 19. Oktober | Antoine Abel                           | seychellischer Schriftsteller und Poet                                                                          | 69    |       |
| 19. Oktober | Frank Chapple, Baron Chapple of Hoxton | britischer Gewerkschafter, Life Peer                                                                            | 83    |       |
| 19. Oktober | Kenneth E. Iverson                     | kanadischer Mathematiker und Informatiker                                                                       | 83    |       |
| 19. Oktober | Herbert Kundler                        | stellvertretender Intendant und Programmdirektor des RIAS Berlin                                                | 77    |       |
| 19. Oktober | Sang Chun Lee                          | südkoreanischer Billardspieler                                                                                  | 50    |       |
| 19. Oktober | Fritz Leese                            | deutscher Puppenspieler                                                                                         | 95    |       |
| 19. Oktober | Elizabeth May McClintock               | US-amerikanische Botanikerin und Hochschullehrerin                                                              | 92    |       |
| 19. Oktober | Urszula Mitrenga-Wagner                | polnische Opernsängerin und Pianistin                                                                           | 56    |       |
| 19. Oktober | Paul Nitze                             | US-amerikanischer Abrüstungsexperte                                                                             | 97    |       |
| 19. Oktober | Lewis Urry                             | kanadischer Chemie-Ingenieur und Erfinder                                                                       | 77    |       |
| 20. Oktober | Ursula Auerswald                       | deutsche Medizinerin, Ärztevertreterin                                                                          | 54    |       |
| 20. Oktober | Hermann Baltl                          | österreichischer Rechtswissenschaftler                                                                          | 86    |       |
| 20. Oktober | Paul Edwin Crook                       | britischer Offizier                                                                                             | 89    |       |
| 20. Oktober | Martin Gründler                        | deutscher Gesangspädagoge und Hochschullehrer                                                                   | 85    |       |
| 20. Oktober | Anthony Hecht                          | US-amerikanischer Lyriker und Schriftsteller                                                                    | 81    |       |
| 20. Oktober | Óscar Ledesma                          | argentinischer Fußballspieler                                                                                   | 73    |       |
| 20. Oktober | Weranika Tscharkassawa                 | belarussische Journalistin                                                                                      | 45    |       |
| 20. Oktober | Hubert Wipplinger                      | österreichischer Lobbyist                                                                                       | 63    |       |
| 21. Oktober | Eberhard Alexander-Burgh               | deutscher Schriftsteller                                                                                        | 74    |       |
| 21. Oktober | Neil A. Campbell                       | US-amerikanischer Biologe                                                                                       | 58    |       |
| 21. Oktober | Jean Dondelinger                       | luxemburgischer Politiker und Diplomat                                                                          | 74    |       |
| 21. Oktober | Kurt Ehrich                            | deutscher Journalist und SED-Funktionär                                                                         | 78    |       |
| 21. Oktober | Armido Gasparini                       | katholischer Ordensmann, Priester und Missionsbischof                                                           | 91    |       |
| 21. Oktober | Flor Roffé de Estévez                  | venezolanische Musikpädagogin und Komponistin                                                                   | 82    |       |
| 22. Oktober | Georg Auer                             | österreichischer Journalist                                                                                     | 82    |       |
| 22. Oktober | Louis Bouyer                           | französischer katholischer Theologe                                                                             | 91    |       |
| 22. Oktober | Helmut Hadwiger                        | österreichischer Skispringer                                                                                    | 82    |       |
| 22. Oktober | Albert Junker                          | deutscher Romanist, Literaturwissenschaftler und Sprachwissenschaftler                                          | 96    |       |
| 22. Oktober | Bernhard Kleinhans                     | deutscher Bildhauer                                                                                             | 78    |       |
| 22. Oktober | Jean-François Leuba                    | Schweizer Jurist und Politiker                                                                                  | 70    |       |
| 23. Oktober | Hans Bals                              | deutscher Politiker (SPD) und MdB                                                                               | 87    |       |
| 23. Oktober | Christian Büttrich                     | deutscher Germanist und Bibliothekar                                                                            | 69    |       |
| 23. Oktober | Christian Haas                         | deutscher Musiker                                                                                               | 47    |       |
| 23. Oktober | Wilhelm W. Hamacher                    | deutscher Heimatforscher                                                                                        | 74    |       |
| 23. Oktober | Franz Krapf                            | deutscher Diplomat                                                                                              | 93    |       |
| 23. Oktober | Robert Merrill                         | US-amerikanischer Opernsänger (Bariton)                                                                         | 87    |       |
| 23. Oktober | Friedel Neuber                         | deutscher Bankmanager und Politiker (SPD), MdL                                                                  | 69    |       |
| 23. Oktober | Bill Nicholson                         | englischer Fußballspieler                                                                                       | 85    |       |
| 23. Oktober | George Silk                            | US-amerikanischer Kriegs- und Sportfotograf neuseeländischer Herkunft                                           | 87    |       |
| 23. Oktober | Gerhard Stahr                          | deutscher Offizier, Generalmajor der NVA                                                                        | 73    |       |
| 24. Oktober | Dario Di Palma                         | italienischer Kameramann                                                                                        | 71    |       |
| 24. Oktober | Rudolf Haas                            | deutscher Anglist                                                                                               | 82    |       |
| 24. Oktober | James Aloysius Hickey                  | US-amerikanischer Kardinal und Erzbischof von Washington                                                        | 84    |       |
| 24. Oktober | Elisabeth Jalbert                      | deutsche Gesangspädagogin                                                                                       | 82    |       |
| 24. Oktober | Felix Kreissler                        | österreichisch-französischer Historiker                                                                         | 87    |       |
| 24. Oktober | Werner Lenz                            | deutscher Politiker (SPD), MdBB, MdB                                                                            | 76    |       |
| 24. Oktober | Domenico Picchinenna                   | italienischer Geistlicher, katholischer Bischof                                                                 | 91    |       |
| 24. Oktober | Herbert Schilling                      | deutscher Boxer                                                                                                 | 74    |       |
| 25. Oktober | Brigitte Adler                         | deutsche Politikerin (SPD), MdL, MdB                                                                            | 60    |       |
| 25. Oktober | Ruggero Benussi                        | italienischer Politiker                                                                                         | 80    |       |
| 25. Oktober | Rolf Holle                             | deutscher Polizist, Mitgründer des Bundeskriminalamtes                                                          | 90    |       |
| 25. Oktober | Shyam Nandan Mishra                    | indischer Politiker                                                                                             | 84    |       |
| 25. Oktober | John Peel                              | britischer Radiomoderator und DJ                                                                                | 65    |       |
| 25. Oktober | Jerzy Ustupski                         | polnischer Ruderer                                                                                              | 93    |       |
| 26. Oktober | Karl Otto Dehnert                      | deutscher Politiker (FDP)                                                                                       | 85    |       |
| 26. Oktober | Fritz Freyschlag                       | österreichischer Politiker (SPÖ), Landtagsabgeordneter                                                          | 73    |       |
| 26. Oktober | Robin Kenyatta                         | US-amerikanischer Jazzmusiker (Saxofonist, Flötist)                                                             | 62    |       |
| 26. Oktober | Zdeněk Matějček                        | tschechischer Kinderpsychologe                                                                                  | 82    |       |
| 26. Oktober | Ricardo Odnoposoff                     | argentinischer österreichisch-US-amerikanischer Violinist                                                       | 90    |       |
| 26. Oktober | Marlene Riphahn                        | deutsche Schauspielerin und Synchronsprecherin                                                                  | 81    |       |
| 27. Oktober | Sebastian Acol Dalis                   | philippinischer katholischer Bischof                                                                            | 79    |       |
| 27. Oktober | Martin Flörchinger                     | deutscher Schauspieler                                                                                          | 95    |       |
| 27. Oktober | Claude Helffer                         | französischer Pianist                                                                                           | 82    |       |
| 27. Oktober | Klaus Hoffmann                         | deutscher Kurator und Kunstbuchautor                                                                            | 70    |       |
| 27. Oktober | Zdenko Runjić                          | kroatischer Komponist und Musiker                                                                               | 62    |       |
| 27. Oktober | Serginho                               | brasilianischer Fußballspieler                                                                                  | 30    |       |
| 28. Oktober | Gertrud Burgsthaler-Schuster           | österreichische Opernsängerin der Stimmlagen Mezzosopran und Alt                                                | 88    |       |
| 28. Oktober | Maria Fiore                            | italienische Schauspielerin                                                                                     | 69    |       |
| 28. Oktober | Jimmy McLarnin                         | irisch-kanadischer Boxer                                                                                        | 96    |       |
| 28. Oktober | Gil Mellé                              | US-amerikanischer Jazzsaxophonist und Komponist                                                                 | 72    |       |
| 28. Oktober | Maximos Salloum                        | libanesischer Erzbischof                                                                                        | 83    |       |
| 28. Oktober | George Schairer                        | US-amerikanischer Aerodynamik-Experte                                                                           | 91    |       |
| 28. Oktober | Theodore B. Taylor                     | US-amerikanischer Physiker                                                                                      | 79    |       |
| 28. Oktober | Charles F. Wheeler                     | US-amerikanischer Kameramann                                                                                    | 88    |       |
| 29. Oktober | Theodor Ackermann                      | deutscher Chemiker                                                                                              | 78    |       |
| 29. Oktober | Alice, Duchess of Gloucester           | britische Adelige, Tante von Königin Elisabeth II.                                                              | 102   |       |
| 29. Oktober | Natalja Wladimirowna Baranskaja        | sowjetische Schriftstellerin                                                                                    | 96    |       |
| 29. Oktober | Peter Bulthaup                         | deutscher Philosoph und Chemiker                                                                                | 70    |       |
| 29. Oktober | Washington Castro                      | argentinischer Komponist, Dirigent und Cellist                                                                  | 95    |       |
| 29. Oktober | Edward Oliver LeBlanc                  | dominicanischer Politiker                                                                                       | 81    |       |
| 29. Oktober | Jimmy Lovelace                         | US-amerikanischer Jazz-Schlagzeuger                                                                             | 64    |       |
| 29. Oktober | Vaughn Meader                          | US-amerikanischer Comedian, Parodist, Musiker und Schauspieler                                                  | 68    |       |
| 29. Oktober | H. Clay Myers                          | US-amerikanischer Politiker                                                                                     | 77    |       |
| 29. Oktober | Mathias Schubert                       | deutscher Politiker (SPD), MdB                                                                                  | 52    |       |
| 29. Oktober | Ezra Stoller                           | US-amerikanischer Architekturfotograf                                                                           | 89    |       |
| 29. Oktober | Pierre Thibaud                         | französischer Trompeter und Musikpädagoge                                                                       | 75    |       |
| 29. Oktober | Franz Tichy                            | deutscher Geograph und Hochschullehrer                                                                          | 83    |       |
| 29. Oktober | Peter Twinn                            | britischer Mathematiker und Kryptologe                                                                          | 88    |       |
| 30. Oktober | Fernando Chueca Goitia                 | spanischer Historiker und Vertreter der spanischen Architektur                                                  | 93    |       |
| 30. Oktober | Ernst Cincera                          | Schweizer Politiker (FDP)                                                                                       | 76    |       |
| 30. Oktober | Michael Keith, 13. Earl of Kintore     | britischer Peer und Politiker                                                                                   | 65    |       |
| 30. Oktober | Billy Jim Layton                       | US-amerikanischer Komponist                                                                                     | 79    |       |
| 30. Oktober | Hans Wichelhaus                        | deutscher Politiker (CDU), MdL                                                                                  | 86    |       |
| 31. Oktober | Mari Aldon                             | litauisch-US-amerikanische Filmschauspielerin                                                                   | 78    |       |
| 31. Oktober | Faustino Delgado                       | peruanischer Fußballspieler                                                                                     | 83    |       |
| 31. Oktober | Roland Gibbs                           | britischer Generalfeldmarschall                                                                                 | 83    |       |
| 31. Oktober | Eugen Glombig                          | deutscher Politiker (SPD), MdHB, MdB                                                                            | 80    |       |
| 31. Oktober | Kim Sang-ok                            | koreanischer Lyriker                                                                                            | 84    |       |
| 31. Oktober | Hans Linder                            | deutscher Germanist, Theaterwissenschaftler und Intendant am Deutschen Staatstheater Temeswar                   | 74    |       |
| 31. Oktober | Egon Schulz                            | deutscher Opernsänger                                                                                           |       |       |
| 31. Oktober | Peter Klaus Steinmann                  | deutscher Puppenspieler                                                                                         | 69    |       |
| Oktober     | Fritz Abromeit                         | deutscher Fußballspieler                                                                                        |       |       |
| Oktober     | Karl Eckert                            | deutscher Politiker (CDU)                                                                                       | 76    |       |
| Oktober     | Walter Henn                            | saarländischer Politiker (FDP/DPS)                                                                              |       |       |
| Oktober     | Karl Mörwald                           | österreichischer Politiker (KPÖ), Landtagsabgeordneter                                                          |       |       |
| Oktober     | Manfred Schatz                         | deutscher Maler                                                                                                 | 78    |       |